# Tropaeum Alpium

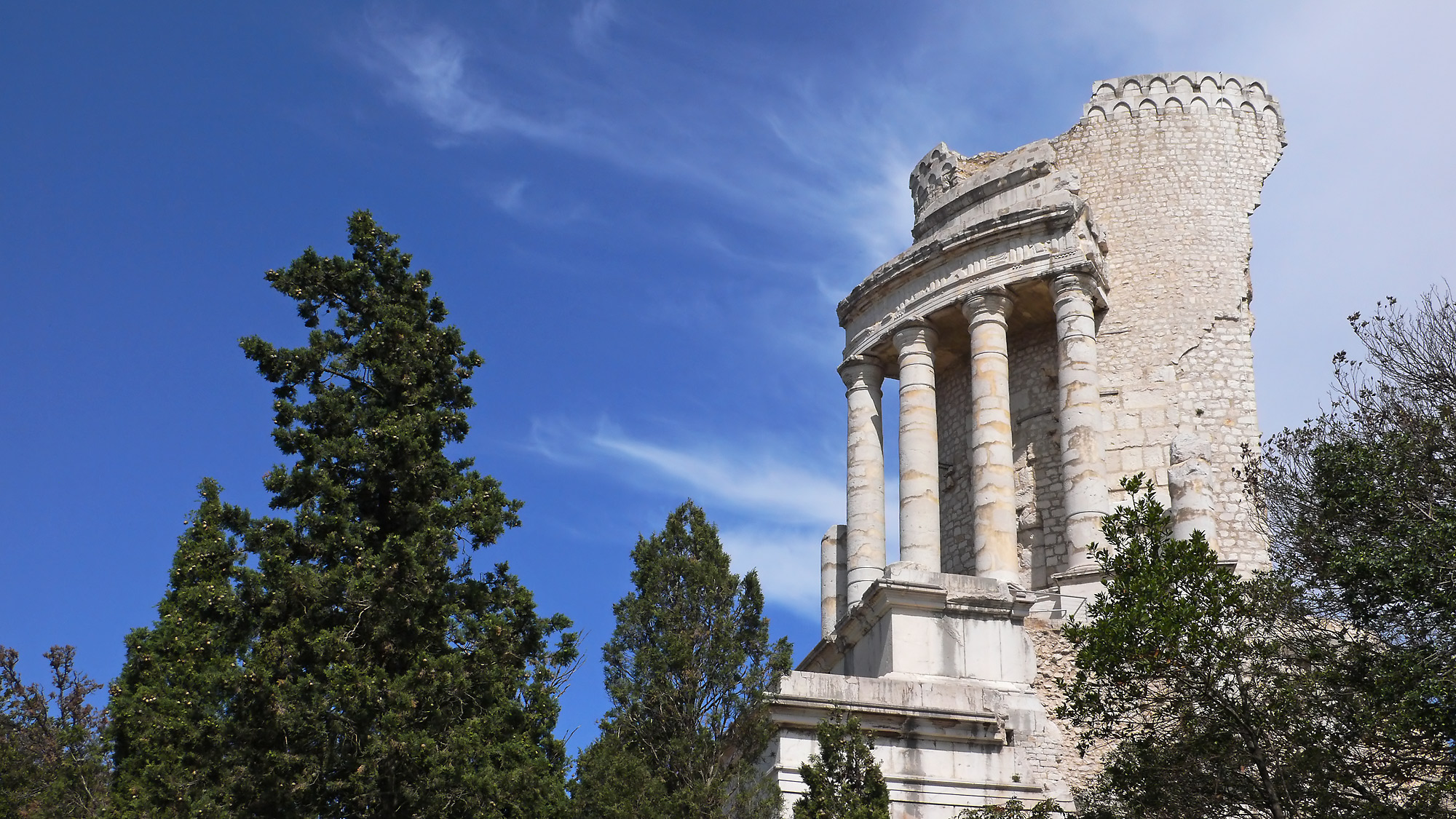
Römisches Siegesdenkmal, La Turbie

Das Tropaeum Alpium (auch Tropaeum Augusti genannt) ist ein römisches Bauwerk, das im heutigen La Turbie in den Seealpen oberhalb von Monaco steht.
Der Bau wurde im Jahre 7/6 v. Chr. zu Ehren des Kaisers Augustus errichtet. Anlass für die Errichtung war der Alpenfeldzug im Jahre 15 v. Chr., in dem Drusus und Tiberius insgesamt 46 Stämme unterwarfen – diese wiederhergestellte Inschrift ist als historische Quelle bedeutend, die durch Plinius den Älteren belegt ist. Das Bauwerk wurde im frühen 20. Jahrhundert durch Jean Camille Formigé so weit rekonstruiert, dass zumindest das ursprüngliche römische Bauwerk erkennbar wurde.

## Bauwerk

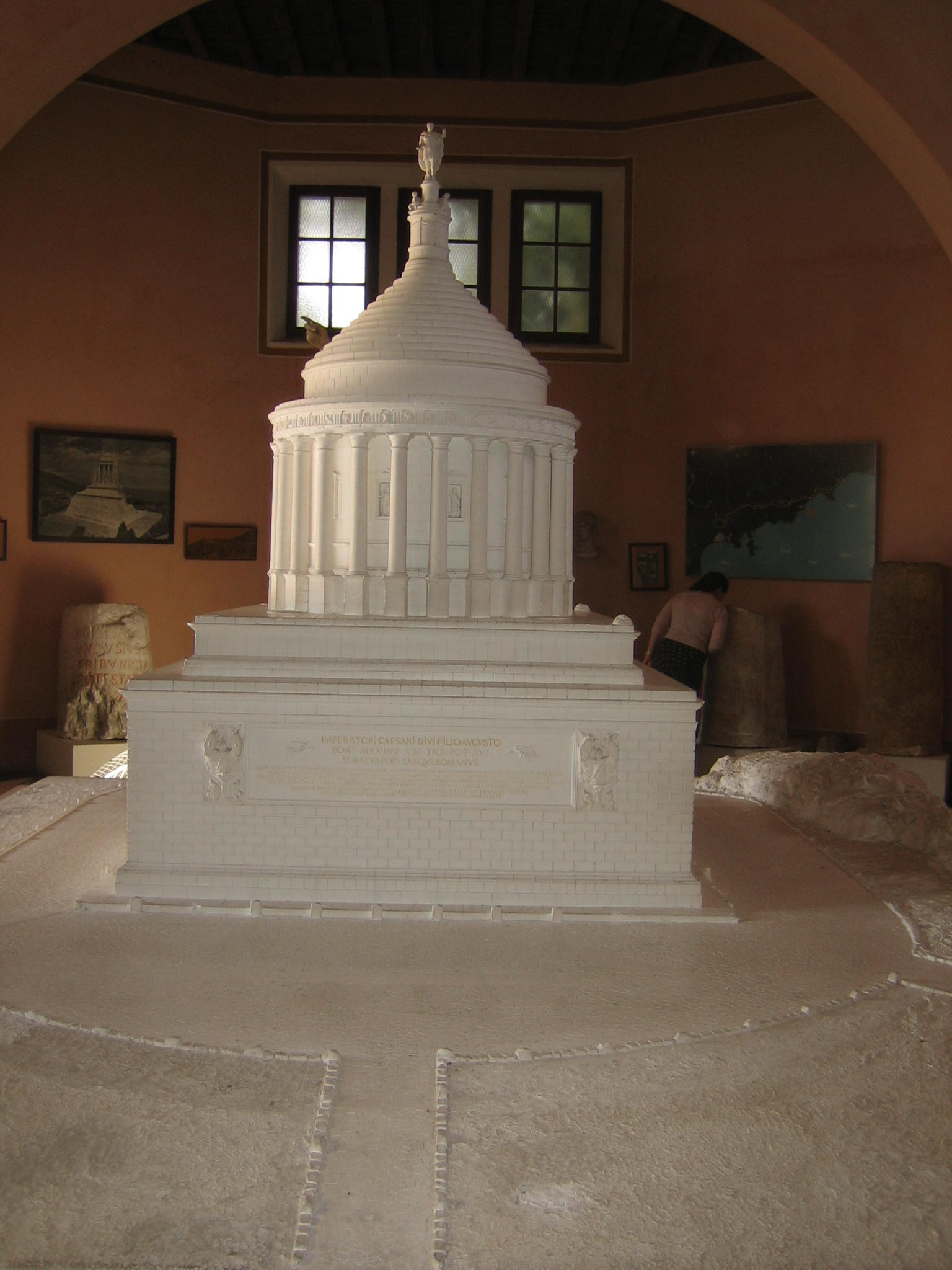
Rekonstruktion des Denkmals im Museum von La Turbie

Das Bauwerk, ein Tropaion, ein Siegesmonument, war nach dem vitruvischen Architekturmodell konzipiert und bestand aus einem rechteckigen Sockel mit 38 m Seitenlänge, an dessen westlicher Fassade sich eine Inschrift befand. Die zweite Etage sprang hinter dem Sockel zurück. Auf diesem Podest standen 24 dorische, im Kreis angeordnete Säulen, die mit einem umlaufenden Metopen-Triglyphen-Fries geschmückt waren. Zwischen den Säulen befanden sich Nischen, in denen die Statuen der am Feldzug beteiligten Feldherren, z. B. die des Drusus, aufgestellt waren. Die von den Säulen getragene Kuppel verjüngte sich stufenartig nach oben und wurde von einer kolossalen Augustustatue gekrönt.
In der Antike war das Bauwerk vermutlich insgesamt 50 m hoch, heute reichen die Reste nur noch bis zu einer Höhe von 35 m. Im Mittelalter baute man das Siegesdenkmal zu einer Befestigungsanlage mit Wachturm um, dessen Reste noch am höchsten Teil des Gebäudes erkennbar sind; in späteren Zeiten wurde es auch als Steinbruch genutzt.
Von den Säulen konnten bei der Rekonstruktion und Teilrestaurierung nur mehr vier vollständig aufgestellt werden und nur die westliche Fassade des Sockels mit der Inschrift ist fast vollständig wieder errichtet worden. Die restlichen Fragmente werden im lokalen Museum aufbewahrt.
Der Inschriftenblock wird von zwei großen Marmorreliefs eingerahmt. Auf ihnen erkennt man ein Tropaeum, also die erbeuteten Waffen, die auf einem Baumstamm aufgehängt sind. Am Fuße des Tropaeums kniet auf jeder Seite je ein Barbar und eine Barbarin, beide angekettet. Des Weiteren schwebt neben der Inschrift auf jeder Seite eine kleine Siegesgöttin.

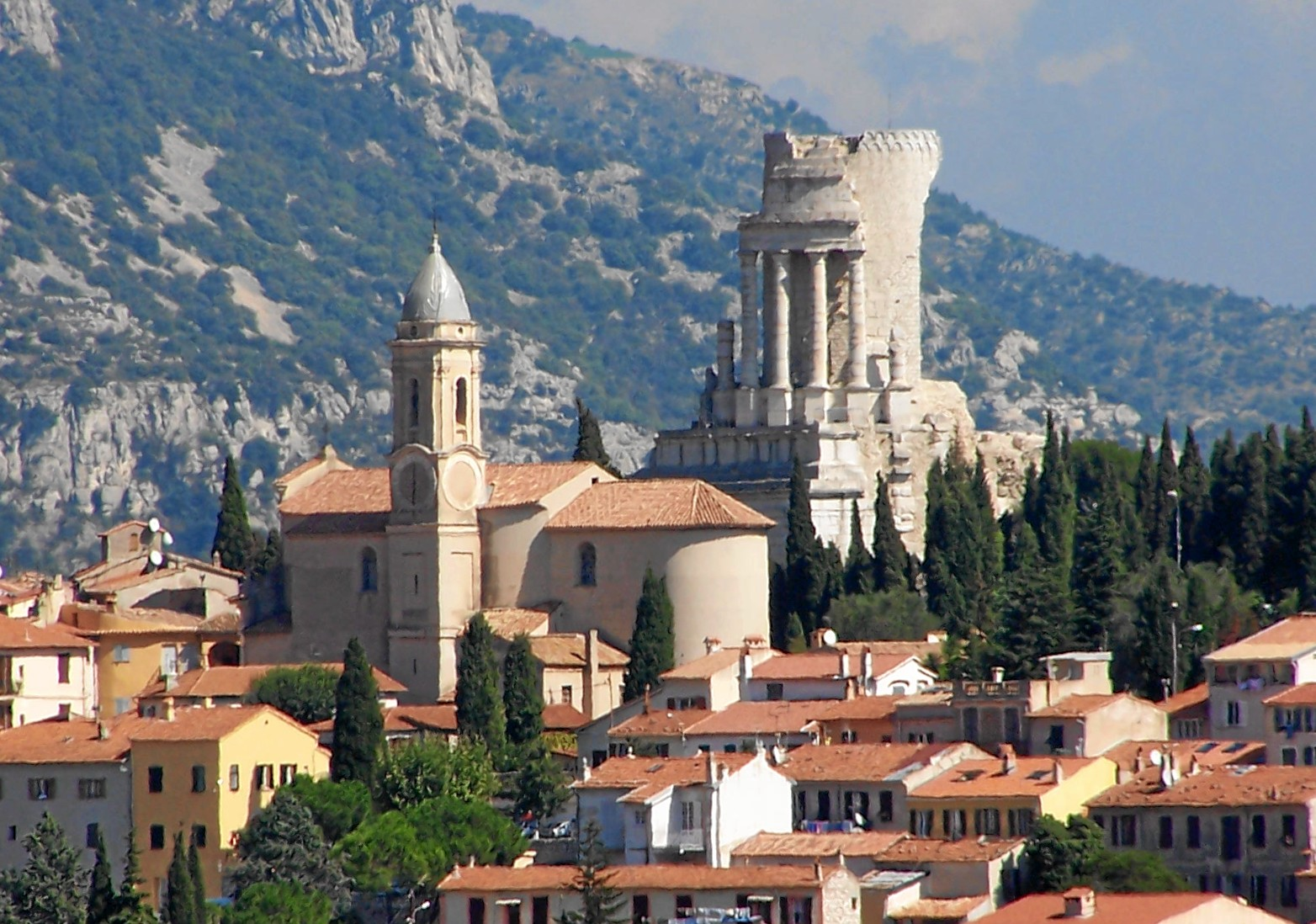
La Turbie
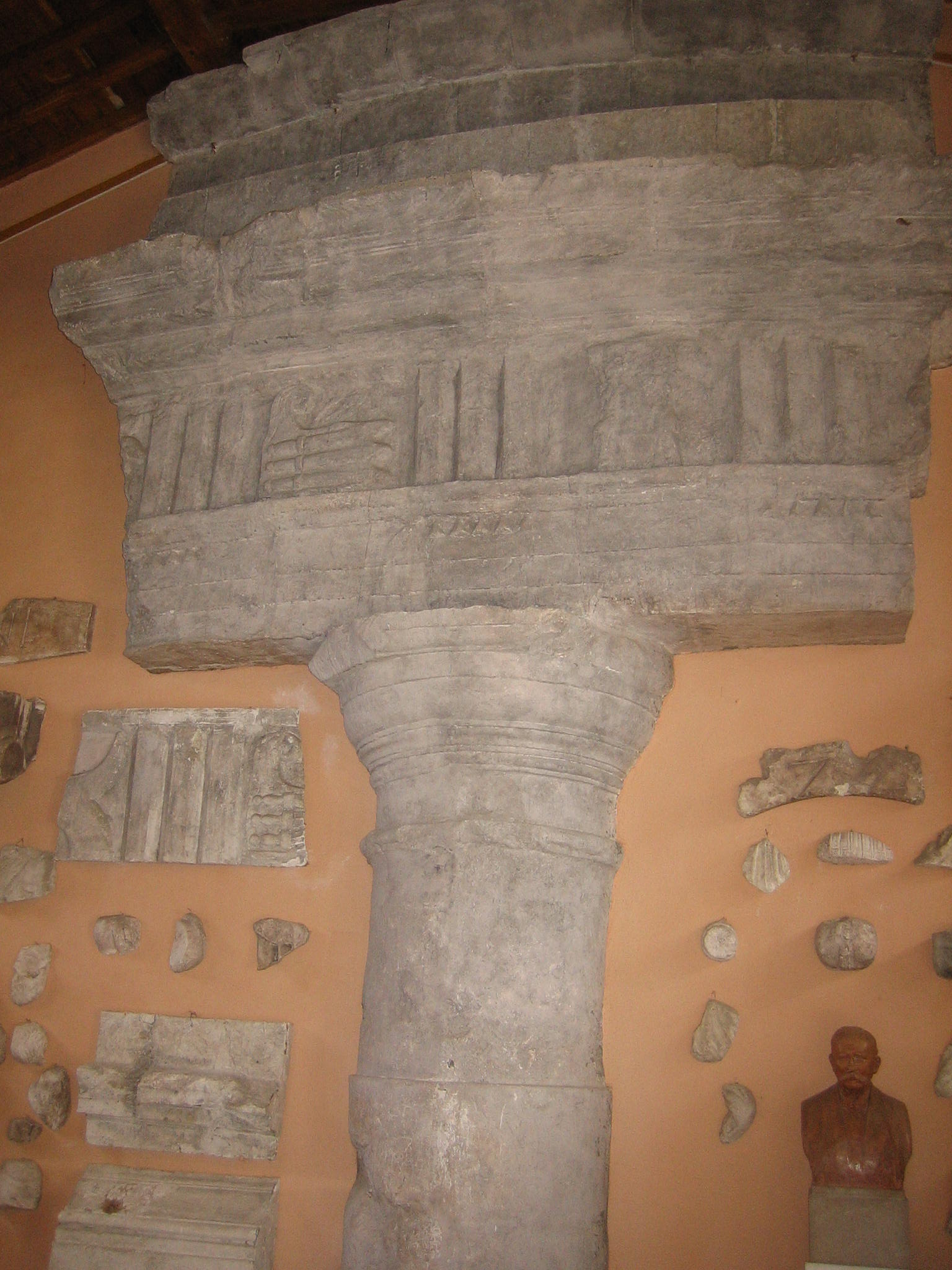
Originale Bauteile im Museum von La Turbie
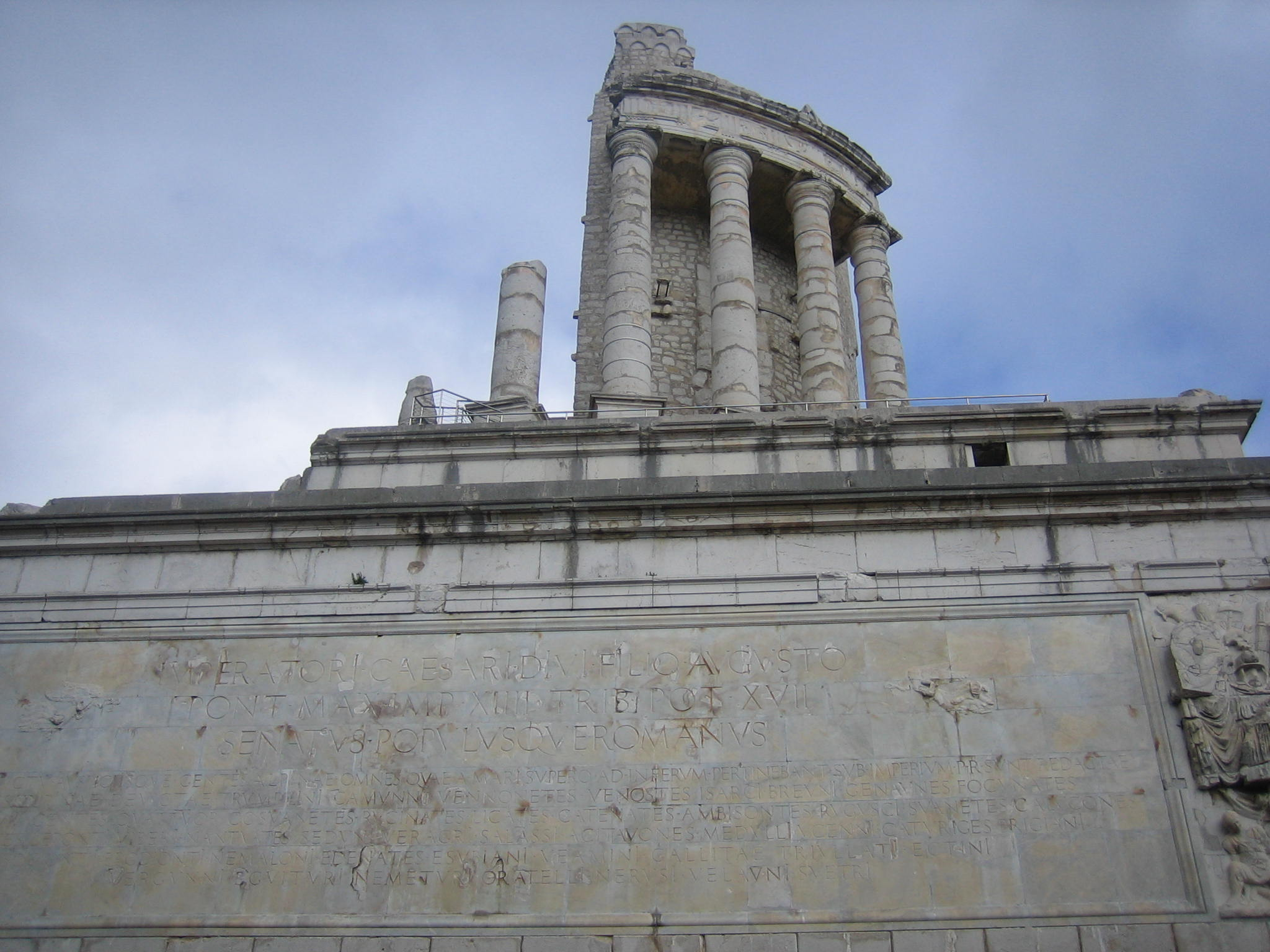
Inschrift auf dem Tropaeum Alpium

## Inschrift
Der Text der Inschrift, die nur in Bruchstücken erhalten war, konnte durch die Naturgeschichte von Plinius dem Älteren (3, 136–137) vollständig rekonstruiert werden, wobei sich durch den archäologischen Befund der Bruchstücke wiederum kleinere Korrekturen der Sekundärüberlieferung ergaben.
Es werden die Namen von insgesamt 46 Stämmen aufgelistet, die im Alpenfeldzug von den Römern besiegt wurden. Die Reihenfolge der Aufzählung der unterworfenen Stämme berücksichtigt hierbei sowohl die zeitliche Abfolge der Eroberung als auch die geographische Situation.

“IMPERATOR|CAESAR|DIV|FILIO AVGVSTO

PONT MAXIMP XIIII TRIB POT XVII

SENATVS POPULVSQVEROMANVS

QVOD EIVS DVCTV AVSPICIISQVE GENTES ALPINAE OMNES QVAE A MARI SVPERO AD INFERVM PERTINEBANT SVB IMPERIVM P R SVNT REDACTAE

GENTES ALPINAE DEVICTAE.TRVMPILINI.CAMVNNI.VENNONETES.VENOSTES.ISARCI.BREVNI.GENAVNES.FOCVNATES

VINDELICORVM GENTES.QVATTVOR.COSVANETES.RVCINATES.LICATES.CATENATES.AMBISONTES.RVGVSCI.SVANETES.CALVCONES

BRIXENTES.LEPONTI.VBERI.NANTVATES.SEDVNI.VARAGRI.SALASSI.ACITAVONES.MEDVLLI.VCENNI.CATVRIGES.BRIGIANI

SOGIONTI.BRODIONTI.NEMALONI.EDENATES.VESVBIANI.VEAMINI.GALLITAE.TRIVLLATI ECTINI

VERGVNNI.EGVITVRI.NEMETVRI.ORATELLI.NERVSI.VELAVNI.SVETRI”